# Lotusrot

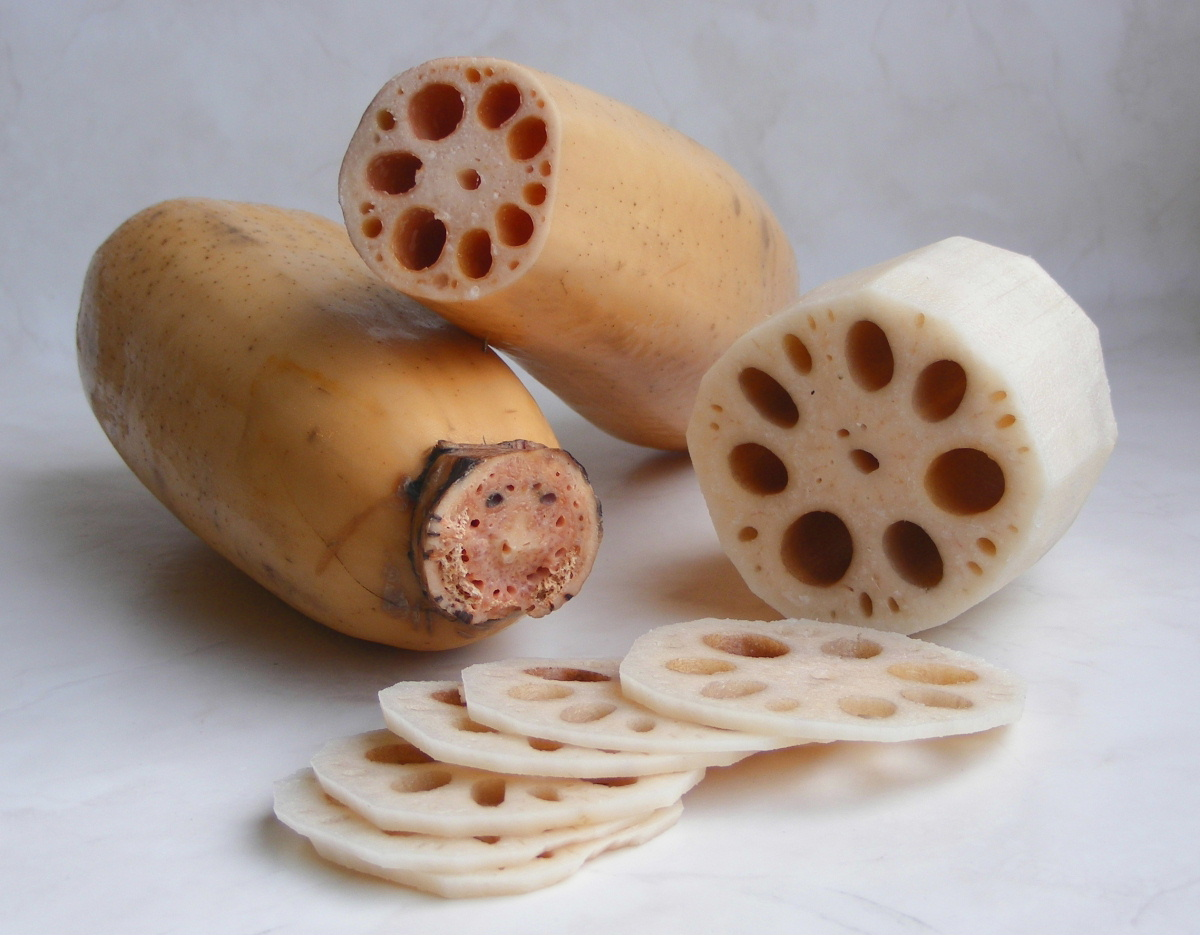
Delade lotusrötter

Lotusrot (kinesiska: 藕 ǒu; japanska: 蓮根, レンコン renkon; koreanska: 연근 yeongeun), även renkon, är rhizomet från indisk lotus som används till matlagning. Växten har odlats i omkring 3 000 år. Roten växer under vatten, och är mellan 12 och 30 centimeter lång och med en diameter på mellan 5 och 10 centimeter. Den har ett gult till rosa skal, med en vit rot. Inuti roten finns ihåliga kanaler.
Rotens smak är söt med en fast konsistens. Den kan användas rå, men eftersom den kan angripas av parasiter rekommenderas tillagning, som stekning, ångkokning eller syltning. Den är rik på c-vitaminer och kostfiber.

## Galleri

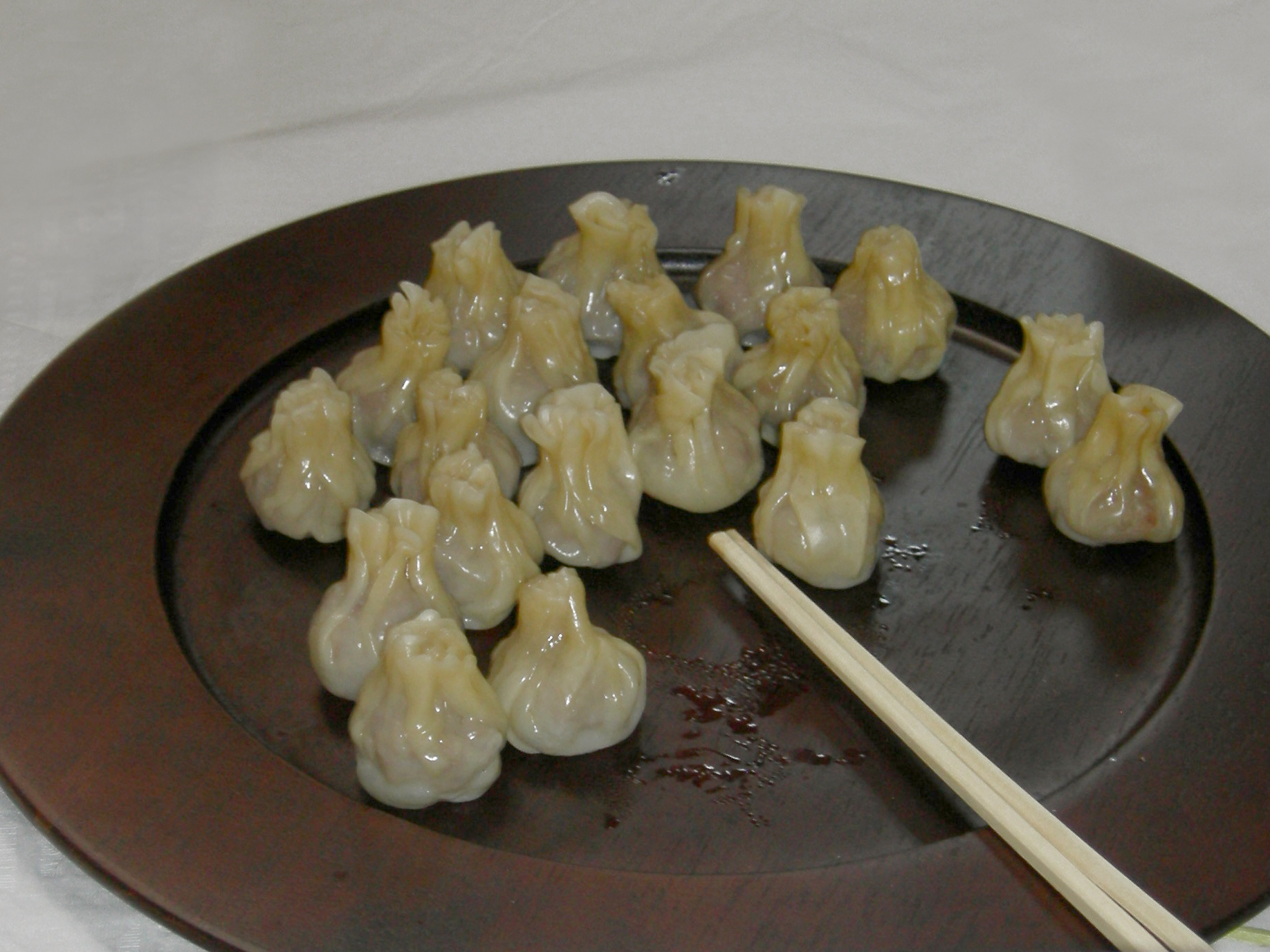
Dumpling på lotusrötter
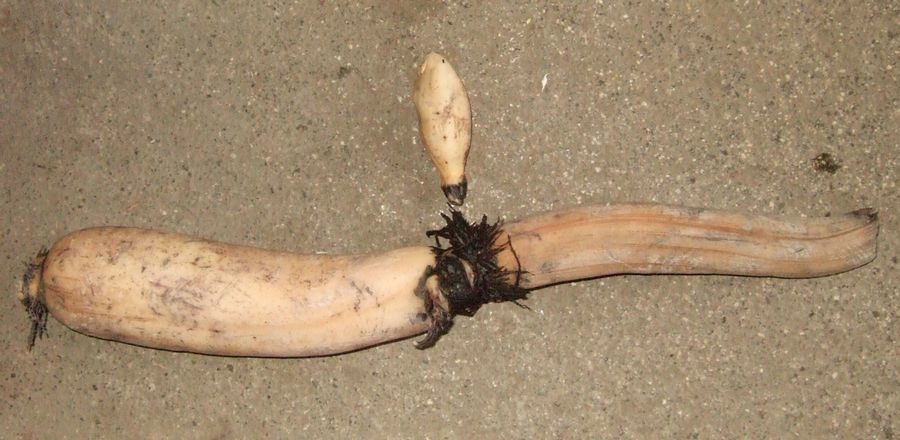
Lotusrötter
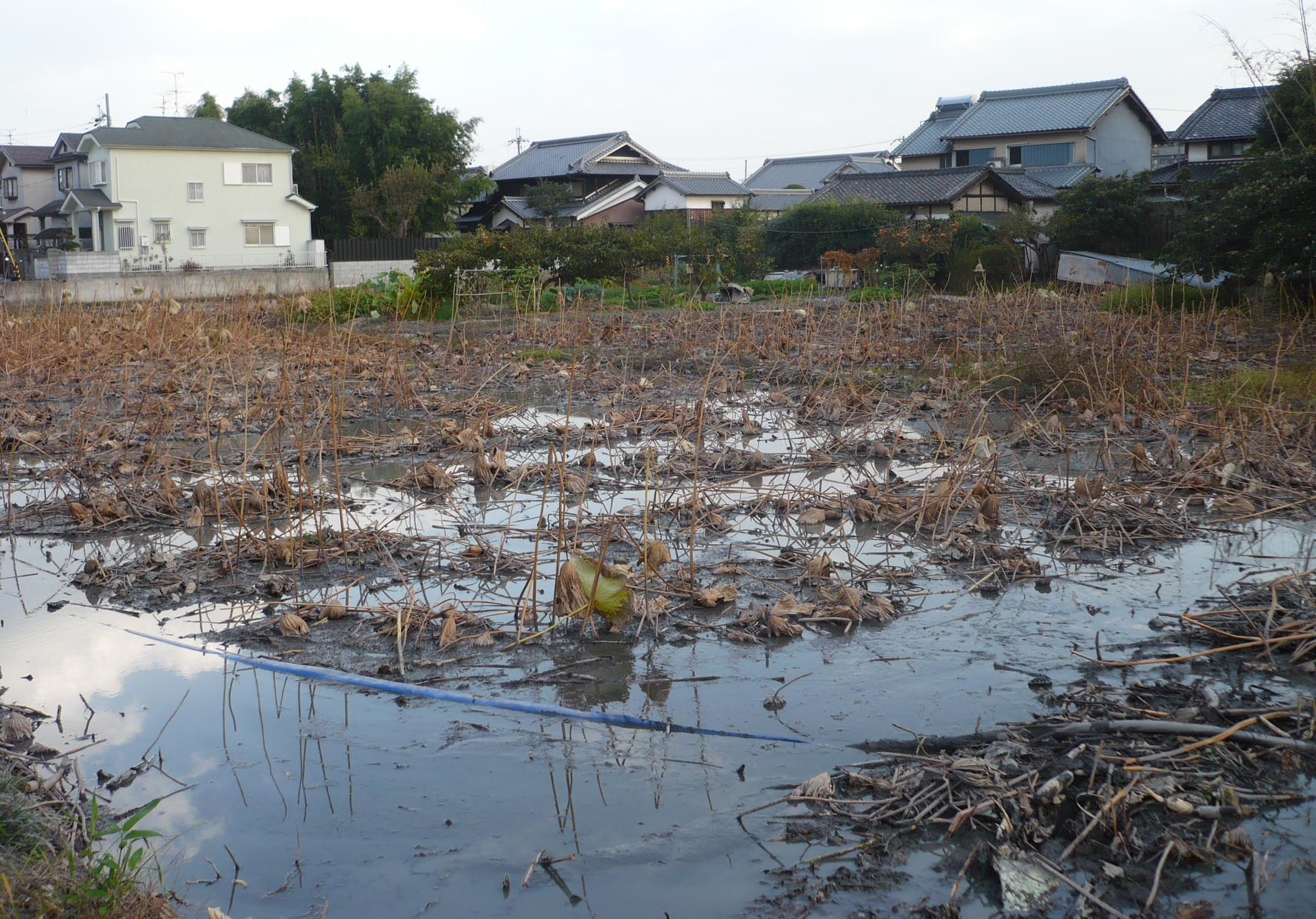
Lotusfält
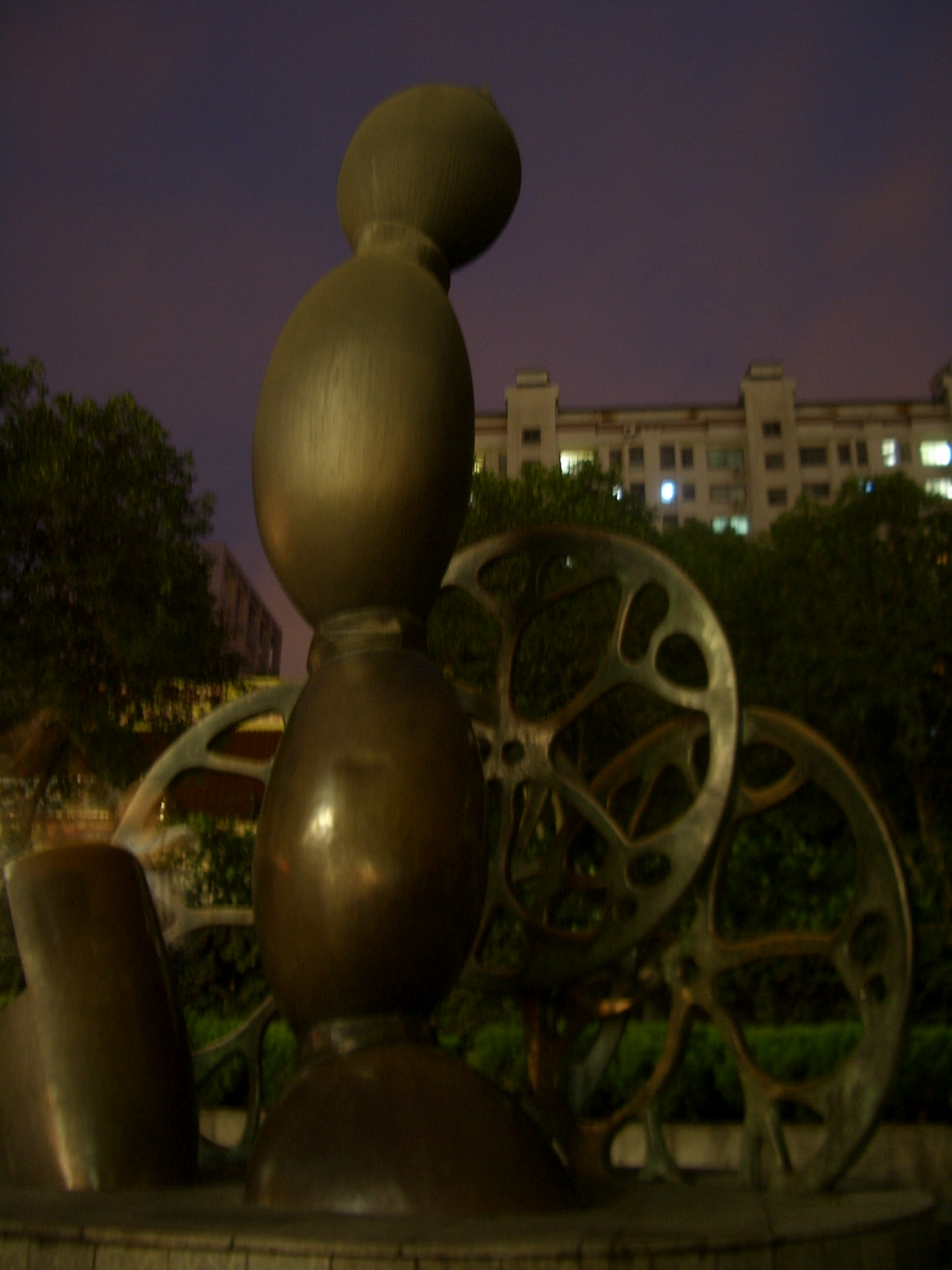
Lotusrotmonument